# Ivo Trumbić
Ivo Trumbić (Spalato, 2 aprile 1935 – Zagabria, 12 marzo 2021) è stato un allenatore di pallanuoto e pallanuotista jugoslavo, vincitore di una medaglia d'oro a Città del Messico 1968 ed una d'argento a Tokyo 1964. 
A Montréal 1976 guidò l'Olanda ad un bronzo olimpico.

## Palmarès

### Giocatore
- Campionato jugoslavo: 2

Mladost: 1967, 1969
- Eurolega: 3

Mladost: 1967-68, 1968-69, 1969-70

### Allenatore

#### Trofei nazionali
- Campionato greco: 1

Olympiakos: 1971
- Campionato jugoslavo: 2

Jug Dubrovnik: 1981, 1982
- Coppa di Jugoslavia: 1

Jug Dubrovnik: 1981
- Campionato italiano: 1

Pescara: 1986-87
- Coppe Italia: 1

Pescara: 1986
- Coppa dei Campioni: 1

Pescara: 1987-88
- Supercoppa LEN: 1

Pescara: 1988